# Krzepocin Drugi
Krzepocin Drugi – wieś w Polsce położona w województwie łódzkim, w powiecie łęczyckim, w gminie Łęczyca.
W latach 1975–1998 miejscowość administracyjnie należała do województwa płockiego.